# Polevsko
Polevsko (en allemand : Blottendorf) est une commune du district de Česká Lípa, dans la région de Liberec, en Tchéquie. Sa population s'élevait à 439 habitants en 2025.

## Géographie
Polevsko se trouve à 4 km au nord-nord-est du centre de Nový Bor, à 13 km au nord-nord-est de Česká Lípa, à 37 km à l'ouest de Liberec et à 80 km au nord de Prague.
La commune est limitée par Kytlice au nord, par Svor à l'est, par Novy Bor et Okrouhlá au sud, et par Prysk à l'ouest.

## Histoire
La première mention écrite de la localité date de 1400.

## Patrimoine
Architecture rurale traditionnelle :

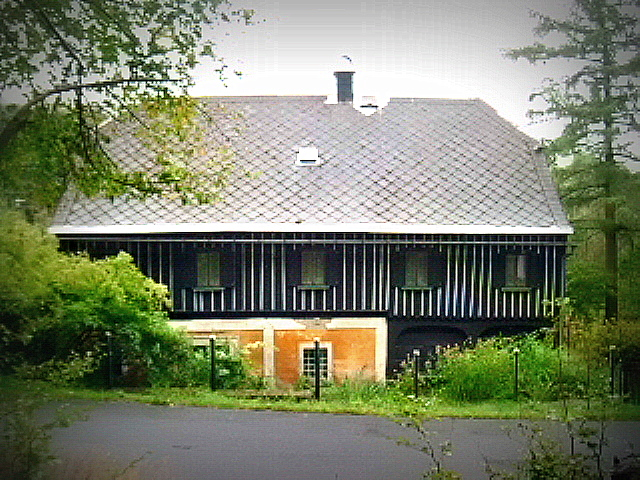
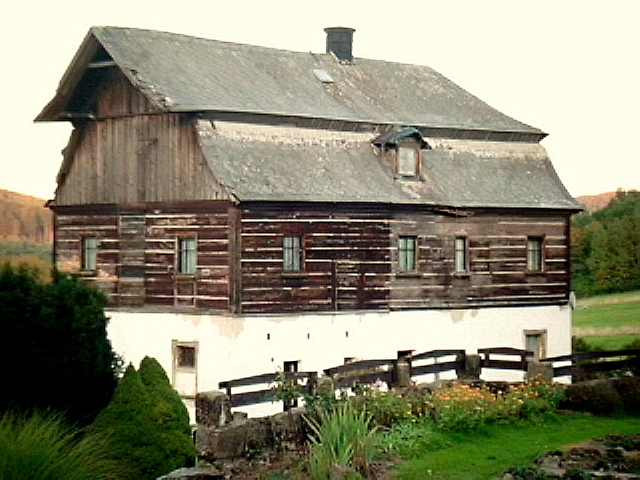
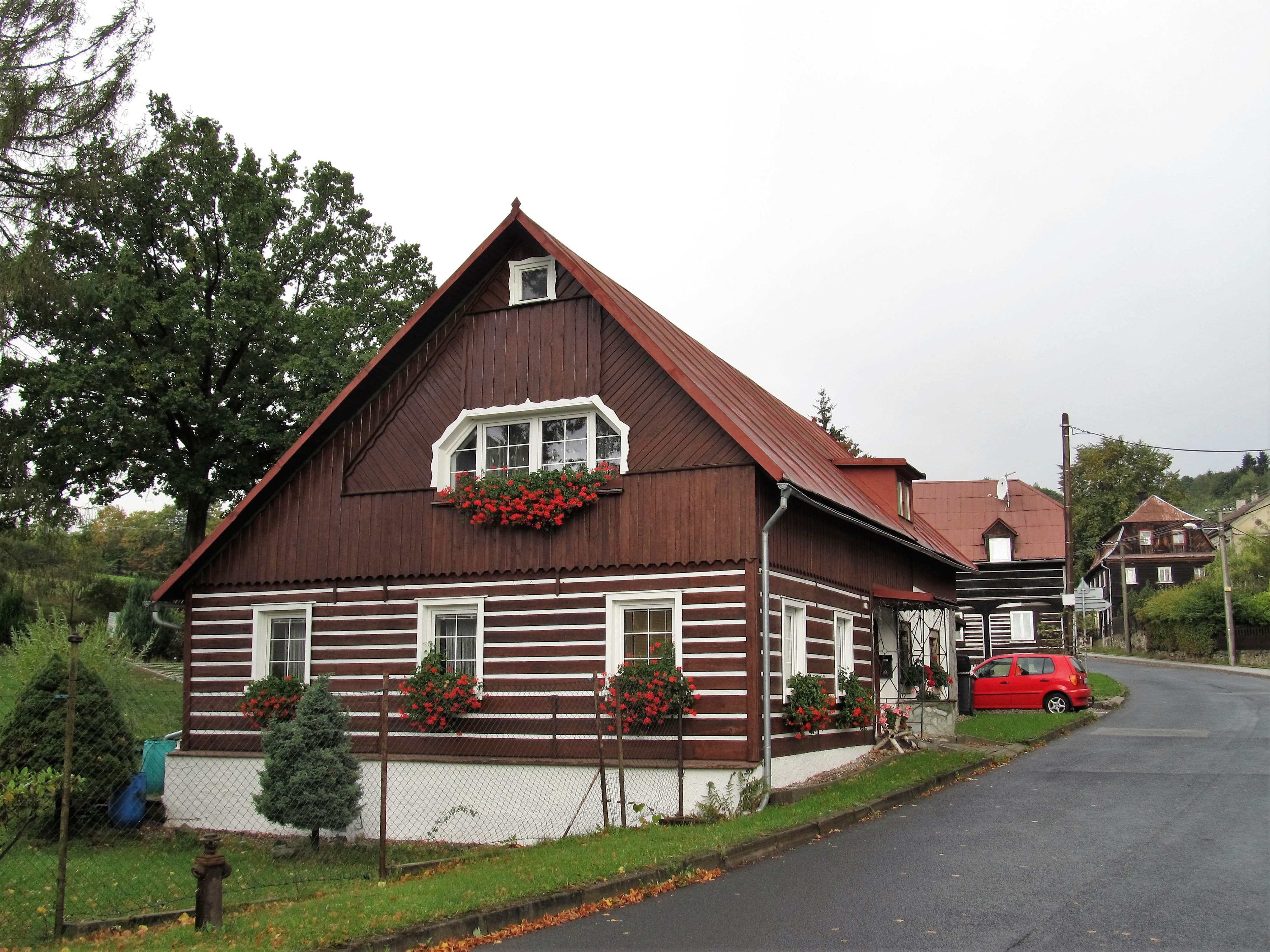

## Transports
Par la route, Polevsko se trouve à 4 km de Nový Bor, à 13 km de Česká Lípa, à 44 km de Liberec et à 104 km de Prague.